# Ruschia ruschiana
Ruschia ruschiana är en isörtsväxtart som först beskrevs av Moritz Kurt Dinter, och fick sitt nu gällande namn av Moritz Kurt Dinter och Schwant. Ruschia ruschiana ingår i släktet Ruschia och familjen isörtsväxter. Inga underarter finns listade i Catalogue of Life.